# I due figli di Ringo/I due figli di Ringo
I due figli di Ringo / I due figli di Ringoe è un singolo su 7" comprendente le musiche per il film I due figli di Ringo (1966) diretto da Giorgio Simonelli e Giuliano Carnimeo. La canzone proposta era composte da Piero Umiliani ed eseguita sul lato A dal gruppo beat italiano Angel and the Brains e sul lato B da Gloria Paul. Il singolo fu pubblicato nel 1966 dalla Ariel.

## Tracce
Lato A
1. Angel and the Brains – I due figli di Ringo (Dino Verde, Piero Umiliani)

Lato B
1. Gloria Paul (orchestra diretta da Piero Umiliani) – I due figli di Ringo